# Patrick Carney
Patrick J. Carney (* 15. dubna 1980 Akron, Ohio, USA) je americký bubeník, hudební skladatel a hudební producent. V roce 2001 spolu s Danem Auerbachem založil skupinu The Black Keys, ve které působí dodnes. Mimo to hrál v roce 2009 na baskytaru s projektem Drummer. Zpočátku byl hlavním producentem alb Black Keys; v roce 2012 produkoval eponymní album kanadské skupiny The Sheepdogs. Jako producent se rovněž podílel na albu Underneath the Rainbow skupiny Black Lips. Coby producent se rovněž podílel na albu Hopeless Romantic zpěvačky Michelle Branch. V roce 2005 založil vydavatelství Audio Eagle Records. Rovněž působí spolu s Johnem Petkovicem v kapele Sad Planets.